# Fernand Saivé
Fernand Saivé (n. 24 mai 1900, Dison, Valonia, Belgia – d. 21 aprilie 1981, Anderlecht, Comunitatea Francofonă din Belgia⁠(d), Belgia) a fost un ciclist de performanță belgian, medaliat olimpic. A participat la o ediție a Jocurilor Olimpice (1924) în care a câștigat o medalie de argint.

## Participări
Lista de mai jos prezintă principalele competiții la care a participat Fernand Saivé de-a lungul carierei.
- cyclisme aux Jeux olympiques d'été de 1924 – course sur route par équipe hommes[*]